# KkStB 59
KkStB 59 — паротяг для роботи з вантажними потягами на Ц.к.Австрійській Державній залізниці (нім. k.k. Staatsbahnen) (kkStB).

## Історія
Паротяг був першою розробкою нового шефконструктора KkStB Карла Ґьолсдорфа (нім. Karl Gölsdorf). Його конструкція нагадувала конструкцію kkStB 56. Це був перший паротяг з паровою машиною двійного розширення для насиченої пари. Усі тодішні австрійські локомотивнобудівні фабрики виготовили 193 паротяги (1893-1903). Вони використовувались на всіх теренах Австро-Угорської імперії, зокрема в депо Галичини (Львів, Станіслав), Буковини (Чернівці).
Після війни паротяги потрапили до залізниць: BBÖ (36), ČSD (30 ČSD 324.2), PKP (80 Th24), FS (FS 127). У міжвоєнний час в Польщі паротяги використовувались для маневрових робіт і з легкими вантажними потягами.
Після Другої світової війни залишився 1 паротяг ÖBB 53.7204, списаний 1955 року.

### Технічні дані паротяга KkStB 59
|                                  |                                           |
| Розміри                          | Параметри                                 |
| Роки випуску                     | 1893-1903                                 |
| Країна-виробник                  | Австро-Угорська імперія                   |
| Завод-виробник                   | Wr. Neustadt                              |
| Ширина колії                     | 1435 mm                                   |
| Тип                              | Cn2v                                      |
| Кількість циліндрів              | 4                                         |
| Діаметр ND-циліндрів             | 740 мм                                    |
| Діаметр HD-циліндрів             | 500 мм                                    |
| Хід поршня                       | 632 мм                                    |
| Тиск пари                        | 10/12 атм.                                |
| Діаметр рушійних коліс           | 1258 мм                                   |
| База пари рушійних коліс         | 3160 мм                                   |
| Загальна колісна база з тендером | 10624 мм                                  |
| Кількість труб нагрівання        | 186/188                                   |
| Площа труб нагрівання            | 124,0/125,4 м²                            |
| Площа зони нагріву               | 8,0/8,6 м²                                |
| Площа колосникових ґрат          | 1,81 м²                                   |
| Маса паротяга порожнього         | 37,5 т                                    |
| Маса паротяга робоча             | 42,0 т                                    |
| Довжина                          | 15,105 м                                  |
| Висота                           | 4,570 м                                   |
| Швидкість                        | 50 км/год                                 |
| Тендер                           | 8 • 10 • 18 • 22 • 31 • 34 • 36 • 40 • 66 |